# DJ Cam
DJ Cam, pseudonimo di Laurent Daumail (Parigi, 1973), è un musicista e produttore discografico francese.
Lo stile di Dj Cam è un hip hop strumentale contaminato da jazz, dub, e ambient che ruota intorno ai campionamenti.

## Biografia
Daumail salì alla ribalta per la prima volta con album come Underground Vibes (1995) e Underground Live (1996), fra i primi album trip hop, e divenne un nome di punta del cosiddetto "hip-hop ambientale" degli anni novanta. Fact considerò il suo Abstract Manifesto (1996) il nono miglior album trip hop di tutti i tempi.
DJ cam fondò l'etichetta discografica Inflamable. Oltre a registrare album solisti, Daumail ha prodotto diverse compilation e album per altri artisti.

## Discografia

### Da solista

#### Album in studio
- 1995 – Underground Vibes
- 1996 – Substances
- 1996 – Abstract Manifesto
- 1998 – The Beat Assassinated
- 2000 – Loa Project (Volume II)
- 2002 – Soulshine
- 2004 – Liquid Hip Hop
- 2011 – Seven
- 2015 – Miami Vice
- 2016 – Beats (con Moar)
- 2017 – Thug Love
- 2019 – 90s

#### Album dal vivo
- 1996 – Underground Live
- 2017 – Live in Paris

#### Album di remix
- 1996 – Mad Blunted Jazz
- 1997 – DJ-Kicks: DJ Cam

### Con i DJ Cam Quartet
- 2008 – Rebirth of Cool
- 2009 – Diggin'
- 2009 – Stay
- 2016 – The Soulshine Session